# 桃園市立永豐高級中等學校
桃園市立永豐高級中等學校（英語：Taoyuan Municipal Yung-Feng High School，縮寫YFMS），簡稱永豐高中、永豐。是一所位於中華民國桃園市八德區之公立高級中學。當初由於桃園市內公立高中較少，為紓解升學壓力、方便就學、紓緩學區飽和狀態以及因應教育部高中職社區化，於是在1999年8月1日成立桃園縣第一所完全中學－永豐中學。
永豐高中位於八德區、桃園區、中壢區之交界處，交通便利。國中及高中部之學生大多來自周邊社區，如八德、內壢、平鎮、大湳等地，為2400人以上之大型學校。

## 校史
- 1990年代，原先為解決鄰近國中學生過多的壓力，因此設計籌劃公立國中，但由於桃園縣內公立高中較少，每年國中畢業生升學公立高中之錄取率不足30％，因此桃園縣政府遂開始規劃在全縣各地廣設高中的計畫[3]。1995年，教育部規劃設置完全中學。
- 1999年8月1日，桃園縣立永豐中學成立，為桃園縣第一所公立完全中學，同年八月招收第一屆國一及高一普通班、體育班新生。
- 2001年，因應教育部廢止「完全中學試辦要點」，通過高級中學法，遂改名為桃園縣立永豐高級中學。
- 2010年，國中部由於註冊人數逐年上升，被教育局劃定為總量管制學校[4]。
- 2014年，12月25日，因應桃園縣升格改制為直轄市，更名桃園市立永豐高級中學。
- 2018年，1月1日，配合桃園市國立高中改隸市立，更名為桃園市立永豐高級中等學校。
- 2021年，高中部奉准增設雙語實驗班。

### 歷任校長
| 任期 | 姓名       | 任職日期  | 離職日期  | 備註                                                                           |
| ---- | ---------- | --------- | --------- | ------------------------------------------------------------------------------ |
| 1    | 曾玉麟先生 | 1999年8月 | 2003年7月 | 原桃園縣立石門國民中學校長轉任，調任桃園縣立壽山國民中學。                     |
| 2    | 謝錦雲先生 | 2003年8月 | 2009年7月 | 原桃園縣立大成國民中學校長轉任，調任桃園縣立平鎮高級中學。                     |
| 3    | 韓青菊女士 | 2009年8月 | 2013年7月 | 原桃園縣立石門國民中學校長轉任，任滿退休。                                     |
| 4    | 林裕豐先生 | 2013年8月 | 2020年7月 | 原桃園縣立大溪高級中學總務主任升任，調任桃園市立陽明高級中等學校。             |
| 5    | 黃懷德先生 | 2020年8月 | 現任      | 原桃園市立壽山高級中等學校教務主任升任，曾任桃園市立陽明高級中等學校代理校長。 |

## 國中部學區
- 八德區：茄明里、茄苳里、高明里、高城里、白鷺里、永豐里、廣隆里（第26－28、32鄰）、廣興里（第5－10鄰）[5]。
- 桃園區：龍祥里、龍壽里、龍山里（第1－16、19、25－27鄰）。[6]

## 班級編排

### 高中部
- 普通班：各年級的1～9班。各年級1班為雙語實驗班。高一無分類組。高二、三有分類組，依序為第一類組（文史哲法政外語學群、商管財經學群，依學生人數調整班級數）、第二類組（資訊電子學群、數理化學工程學群 ，依學生人數調整班級數）、第三類組（醫藥衛生學群、生命科學學群，依學生人數調整班級數）。
- 體育班：各年級的12班、13班。該年級的12班為射箭、跆拳道、田徑專長班，13班為擊劍、劍道、桌球專長班。

### 國中部
- 普通班：各年級的1～12班
- 體育班：各年級的13班。該年級的13班為射箭、跆拳道、擊劍專長班。

## 國際教育交流暨姐妹校
- 日本：廣島縣立廣島高校（2014年）[7]
- 日本：廣島縣立千代田高校(姊妹校)（2015年）
- 日本：愛媛縣立宇和島南中學(姊妹校)（2016年）[8]
- 日本：兵庫縣立柏原高等學校（2016年）[9]
- 日本：東京都立八潮高等学校(姊妹校)（2017年）
- ：首爾上岩高校 （页面存档备份，存于）(姊妹校)（2015年）
- ：大邱軍威高校(姊妹校)（2017年）
- 美国：德州達拉斯郡高地公園高中Highland Park High School (University Park, Texas) （页面存档备份，存于）（2014年）

## 校友
- 賴銘偉（1999年）：星光二班成員
- 郭振維、魏均珩、彭士誠：射箭國手
- 臧芮軒 ：演員
- 林玠斈：洪家班成員

## 國中部獨立
- 2016年，桃園市政府教育局為了解決該校國中部與高中部資源以及人力的分配問題，並開始進行國、高中各自獨立運作的籌備作業，同時已委託該校就城鄉發展、人口結構、政府財政、設置位置、用地取得以及桃園市整體教育資源之發展與分配辦理相關評估，規劃於茄苳地區文中用地新設國中部校區，這將使兩校在各自的發展上更有空間。[10]
- 2018年，桃園市長鄭文燦表示永豐高中旁正在進行市地重劃，規劃將高中部和國中部分開，讓國中部移到新的重劃區新設桃園市立永豐國民中學[11]。

## 外部連結
- （繁體中文）桃園市立永豐高級中學 （页面存档备份，存于）